# 2025年1月中國大陸

## 1月2日
- 「人類命運共同體研究中心」揭牌儀式在北京舉行，中共中央政治局委員、外交部長王毅為中心揭牌並致辭，他表示構建人類命運共同體是習近平總書記提出的重大原創性思想，是習近平外交思想的核心理念。[1]
- 陕西省渭南市蒲城县职业教育中心新校区一学生坠楼身亡，其家属在校外抗议，要求学校解释事件原因，继而引发大批群众聚集抗议。[2]

## 1月3日
- 中國共產黨機關雜誌《求是》在2025年元旦刊登中共中央總書記習近平兩年前的講話，重申其「東升西降」和「中治西亂」的論點，並強調面對圍堵、遏制、打壓，應理直氣壯地進行鬥爭。[3]

## 1月7日
- 西藏自治区日喀则市定日县发生里氏6.8级地震，造成126人遇难。[4]

## 1月26日
- 瀋陽大東區副食品市場門口附近靠近東順城街和育才北巷交界的行人路發生爆炸。[5]

## 1月31日
- 湖南永州一罐车侧翻，发生粗苯泄漏事故。[6]